# Forces aéromobiles de l'Armée de terre espagnole
Les Forces aéromobiles de l'Armée de terre  (em espagnol : Fuerzas aeromobiles del Ejercito de tierra, ou en espagnol : Fuerzas aeromóviles del Ejército de tierra ou FAMET) est une unité d'appui dans la troisième dimension de l'Armée de terre espagnole.

## Historique
L'unité a été créée en 1965 comme l'aviation légère de l'armée de terre (en espagnol : Aviación Ligera del Ejército de Tierra) et rebaptisée FAMET en 1973. Son état-major est stationné à Colmenar Viejo dans la Communauté de Madrid. Elle se compose de six bataillons dans les années 2010.
La FAMET est la composante aérienne de l'Armée de terre équipée d'hélicoptères. Ses principales unités sont regroupées au sein d'une brigade aéromobile.
Elle est équipée d'hélicoptères de transport lourd Boeing CH-47 Chinook depuis 1975.

## Ordre de bataille
[Quand ?]
- Quartier général des forces aéromobiles de l'Armée de terre, Colmenar Viejo (Madrid)
  -  bataillon de quartier général/transmission des forces aéromobiles de l'Armée de terre (BCG-FAMET), Colmenar Viejo (Madrid)[2]
  -  1er bataillon d'hélicoptères d'attaque (BHELA I), Almagro (Ciudad Real)
  -  2e bataillon d'hélicoptères d'urgence (BHELEME II), Bétera (Valence)
  -  3e bataillon d'hélicoptères de manœuvre (BHELMA III), Agoncillo, (La Rioja)
  -  4e bataillon d'hélicoptères de manœuvre (BHELMA IV), Dos Hermanas, (Séville)
  -  5e bataillon d'hélicoptères de transport (BHELTRA V), Colmenar Viejo (Madrid)
  -  Groupe logistique des forces aéromobiles de l'Armée de terre (GL FAMET), Colmenar Viejo (Madrid)
  - Détachement d'hélicoptères de Melilla, Melilla

Certaines unités ne font pas partie de l'organigramme des forces aéromobiles de l'Armée de terre bien qu'elles entretiennent d'étroites relations :
- Commandement des Canaries, brigade d'infanterie des Canaries
  -  6e bataillon d'hélicoptères de manœuvre (BHELMA VI), Los Rodeos (Îles Canaries)
- Commandement de la doctrine, direction de l'enseignement
  -  Centre d'entrainement des hélicoptères des forces aéromobiles de l'Armée de terre (CEFAMET), Colmenar Viejo (Madrid)
- Commandement du soutien logistique de l'armée, direction de la maintenance
  -  Parc et centre de maintenance des hélicoptères (PCMHEL), Colmenar Viejo (Madrid)

## Inventaire
Voici l'inventaire des appareils en service en 2016:
| Aéronefs               | Origine            | Type                                 | En service | Désignation | Notes |
| ---------------------- | ------------------ | ------------------------------------ | ---------- | ----------- | --- |
| Eurocopter EC665 Tigre | Union européenne   | Hélicoptère d'attaque                | 9(+9)      | HA-28       | En service depuis avril 2007, en 2012, il en était prévu 24 en 2017                                                                         |
| AS332/AS532            | France             | Hélicoptère de transport             | 29         | HU-21/HT-27 | |
| Agusta-Bell AB.212     | Italie/ États-Unis | Hélicoptère utilitaire               | 6          | HU-18       | Au sein du BHELMA VI qui doit percevoir en 2024 les 3 AB212+ en service et les 4 stockés de l'aviation navale espagnole.                    |
| Eurocopter EC135T2     | Union européenne   | Hélicoptère de secours               | 13(+1)     | HE-26/HU-26 | Entré en service en 2010 |
| Bölkow Bo 105          | Allemagne          | Hélicoptère d'attaque/reconnaissance | 14         | HR/A-15     | En version d'attaque, peut-être équipé de 6 missiles HOT ou d'un canon Rheinmetall Rh-202 (en) de 20 m. En cours de retrait.                |
| Boeing CH-47D          | États-Unis         | Hélicoptère de transport lourd       | 17         | HT-17       | Premier exemplaire neuf livré en 1991. Opéré par le 5e bataillon. Sont modernisés en CH-47F à partir de 2021. 1er livré le 1er février 2022 |
| Bell UH-1H             | États-Unis         | Hélicoptère utilitaire               | 14         | HU-10       | |
| NHIndustries NH90      | Union européenne   | Hélicoptère de transport             | 1(+21)     | nc          | Second contrat pour 10 appareils en septembre 2018                                                                                          |